# L'Intérêt d'Adam
Pour plus de détails, voir Fiche technique et Distribution.
L'Intérêt d'Adam est un film dramatique franco-belge réalisé par Laura Wandel et sorti en 2025.
Le film est sélectionné à la Semaine de la critique du Festival de Cannes 2025.

## Synopsis
Suite à une décision de justice, Adam, un enfant de 4 ans, est hospitalisé pour cause de malnutrition. Lucie, l'infirmière pédiatrique en chef, autorise Rebecca, la mère d'Adam, à rester aux côtés de son fils, bien que le juge ait strictement limité les heures de visite. Mais lorsque Rebecca refuse obstinément de quitter Adam, les choses se compliquent. Dans l'intérêt de l'enfant, Lucie fait tout son possible pour aider la mère en détresse.

## Fiche technique
- Titre original : L'Intérêt d'Adam[1]
- Réalisation : Laura Wandel
- Scénario : Laura Wandel
- Photographie : Frédéric Noirhomme
- Montage : Nicolas Rumpl
- Production : Delphine Tomson
- Sociétés de production : Les Films du Fleuve, Les Films de Pierre, Dragons Films, Lunanime, en association avec 3 SOFICA
- Société de distribution : Memento Distribution (France)
- Format : couleurs
- Pays de production :  Belgique -  France
- Langue originale : français
- Genre : Drame
- Durée : 73 minutes
- Dates de sortie : 
  - France : 14 mai 2025 (Festival de Cannes 2025) ; 17 septembre 2025 (sortie nationale)[2]

## Distribution
- Léa Drucker : Lucie
- Anamaria Vartolomei : Rebecca
- Alex Descas : Naïm
- Jules Delsart : Adam
- Laurent Capelluto : Daniel
- Claire Bodson : déléguée du SPJ
- Timour Magomedgadjiev : Andreï
- Charlotte De Bruyne : Selma

## Production
Le film est réalisé par la Belge Laura Wandel, qui a également écrit le scénario. Il s'agit de son deuxième long métrage après Un monde.
Léa Drucker interprète Lucy, l'infirmière pédiatrique, et Anamaria Vartolomei interprète Rebecca, la mère d'Adam. Alex Descas, qui n'était pas apparu au cinéma depuis On ment toujours à ceux qu'on aime en 2019, interprète Naïm. Claire Bodson apparaît dans le rôle d'une déléguée du SPJ.
Le tournage débute à l'été 2024. Laura Wandel avait déjà collaboré avec le chef opérateur Frédéric Noirhomme pour Un monde. Par la suite, celui-ci a travaillé sur des films comme Il pleut dans la maison de Paloma Sermon-Daï et Jouer avec le feu de Delphine et Muriel Coulin.
La distribution internationale est assurée par Indie Sales, la distribution française par Memento et la distribution belge par Lumière.

## Distinctions

### Sélections
- Festival de Cannes 2025 : sélection en séance spéciale d'ouverture à la 64e Semaine de la critique[5]